# Rheinbrücke Schaffhausen–Feuerthalen
Die Rheinbrücke Schaffhausen–Feuerthalen, im Volksmund auch Feuerthaler Brücke genannt, ist eine Strassenbrücke, die in der Schweiz den Rhein überspannt, und die Stadt Schaffhausen im Kanton Schaffhausen mit der Gemeinde Feuerthalen im Kanton Zürich verbindet. Das heutige Bauwerk stammt aus dem Jahr 1965. Über die Brücke führen mit zwei Fahrstreifen Richtung Schaffhausen und einem Richtung Feuerthalen sowie beidseitigen Geh- und Radwegen die Hauptstrassen 13, 14 und 15. Eigentümer der Brücke ist der Kanton Schaffhausen, auf dessen Hoheitsgebiet die Brücke, mit Ausnahme des südlichen Widerlagers, liegt. An beiden Enden weist die Brücke Unterführungen für Fussgänger und Velofahrer auf. Unter anderem führt auch die nationale Rhein-Route Nr. 2 Andermatt – Oberalppass – Chur – Schaffhausen – Basel (424 km) von Veloland Schweiz unter der Brücke durch.

## Erste Flussübergänge

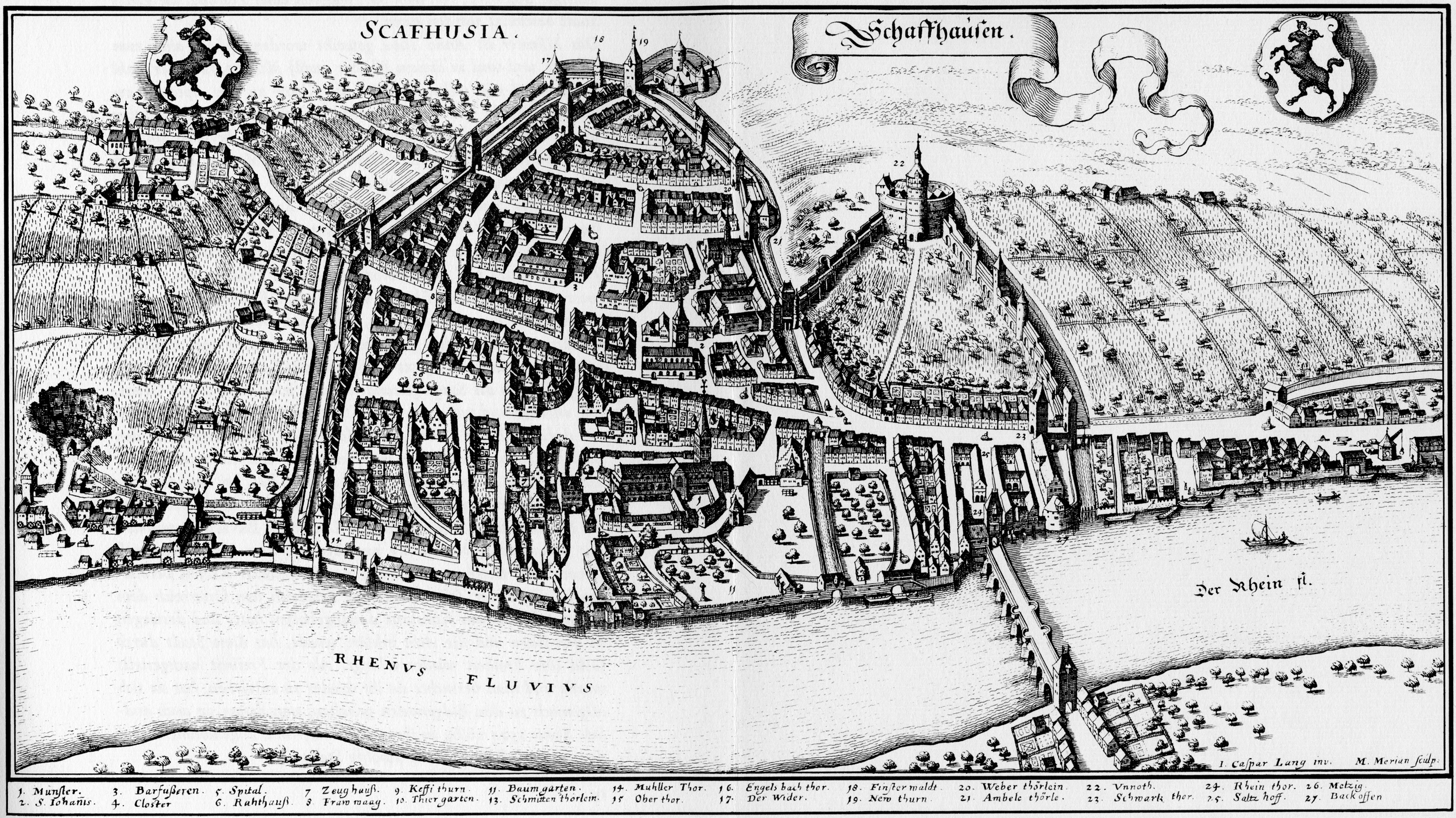
Steinbogenbrücke von 1611

Es gilt als sicher, dass bei Schaffhausen schon zur Zeit der Gallier in Form einer Furt ein Rheinübergang vorhanden war. Erstmals urkundlich erwähnt wurde im Jahre 1259 eine Rheinbrücke, deren Bau wahrscheinlich der Abt des Klosters Allerheiligen beauftragte. Der schmale, gedeckte Holzsteg wurde im Frühsommer 1480 durch ein Hochwasser zerstört. Das hölzerne Nachfolgebauwerk ist für 1489 dokumentiert. Das wurde zwischen 1550 und 1611 durch eine steinerne Bogenbrücke mit acht Öffnungen ersetzt. Die Steinbrücke wies allerdings wegen technischer Mängel häufig Schäden auf. Hochwässer zerstörten Pfeiler, zwei eingestürzte Bogenöffnungen mussten durch eine gedeckte Holzbrücke ersetzt werden und am 3. Mai 1754 führte ein Hochwasser durch Unterspülung der Pfeiler zum kompletten Einsturz des Bauwerkes. Nur ein Pfeiler blieb stehen.

## Grubenmann-Brücke

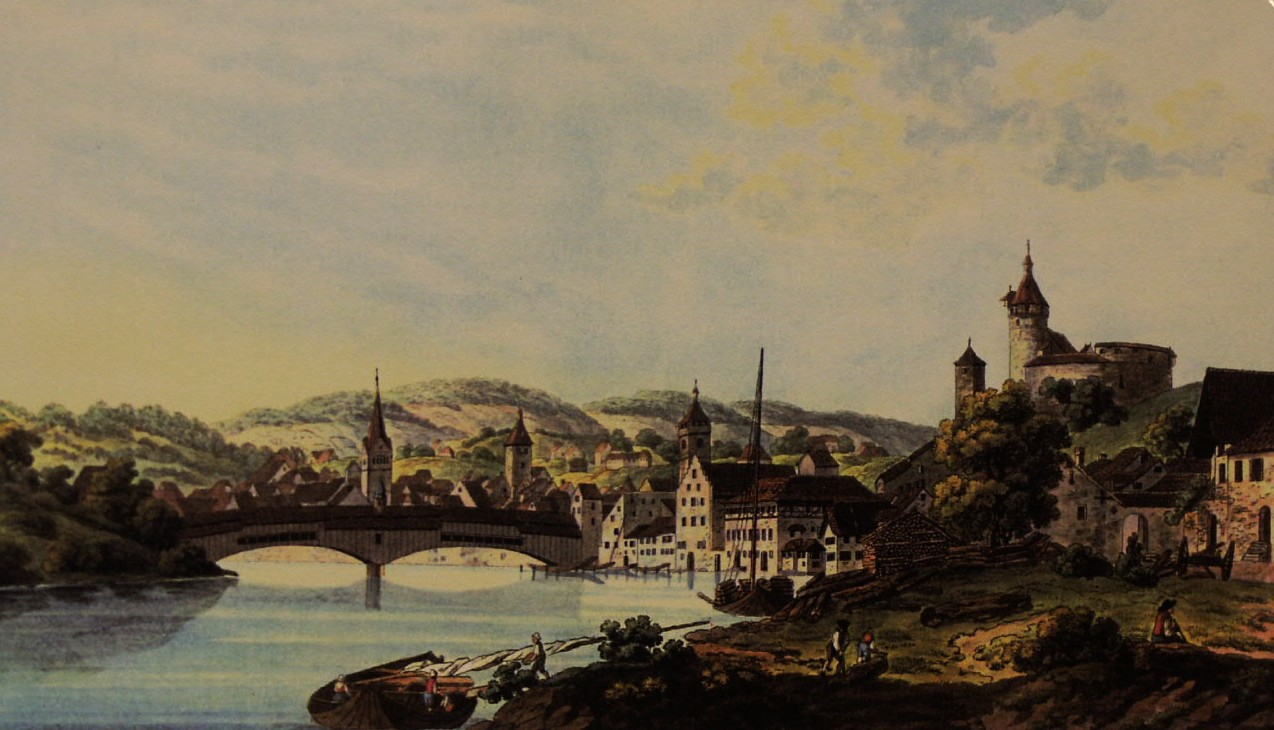
Grubenmann-Brücke

Am 2. Oktober 1755 beauftragte der Schaffhauser Stadtrat den Baumeister Hans Ulrich Grubenmann mit der Errichtung einer Holzbrücke. Die von Grubenmann vorgeschlagene Konstruktion mit 119 Meter Stützweite lehnte der Stadtrat ab. Er traute der pfeilerlosen Konstruktion nicht. Stattdessen kam eine Brücke mit Verwendung des bestehenden Pfeilers im Rhein und Stützweiten von 63 und 56 Metern zur Ausführung. Die mit 400‘000 Schindeln aus dem Schwarzwald gedeckte Holzbrücke wies zwischen der Tragkonstruktion, seitlich angeordnete Sprengwerke, eine lichte Breite von 4,5 Metern auf und besass eine freie Höhe von 5 Metern. Das für den Bau verwendete Holz, 20 extra grosse Tannen (auch Dollbäume genannt) und 400 normale Tannen, wurden im Bregenzerwald geschlagen und nach Schaffhausen geflösst.
Die Eröffnung des Bauwerks war am 2. Oktober 1758. Am 13. April 1799 zerstörten französische Truppen auf dem Rückzug von der im zweiten Koalitionskrieg verlorenen Schlacht bei Stockach durch einen gelegten Brand die dritte Rheinbrücke. Das Originalmodell der Brücke ist im Museum zu Allerheiligen in Schaffhausen zu besichtigen.
Eine Sage erzählt, dass Grubenmann die Auflagen des Stadtrates bezüglich Stützpfeilers missachtete. Die Brücke sei so konstruiert gewesen, dass sie auch ohne Stützpfeiler tragfähig gewesen wäre. Bei der Eröffnung der Brücke habe Grubenmann die Keile zwischen Brücke und Pfeiler weggeschlagen und gesagt: «Da habt ihr euren Pfeiler, aber ich habe meine Brücke.» 
Die Geschichte gehört ins Reich der Legenden, weil das ausgeführte Bauwerk wegen der Mitbenutzung des alten Pfeilers einen leichten Knick im Grundriss hatte. Die Brücke hätte ohne diesen Pfeiler den auftretenden Kräften nicht standgehalten. Allerdings hatte die Brücke trotz des Mittelpfeilers auch durchlaufende Tragwerksteile. Diese werden einerseits als Überbleibsel des vorhergehenden Entwurfs ohne Mittelpfeiler zu sehen sein und anderseits darauf zurückzuführen, dass Grubenmann rein nach Erfahrungswerten arbeitete und noch keine Berechnungsmethoden kannte.

## Vierte Holzbrücke

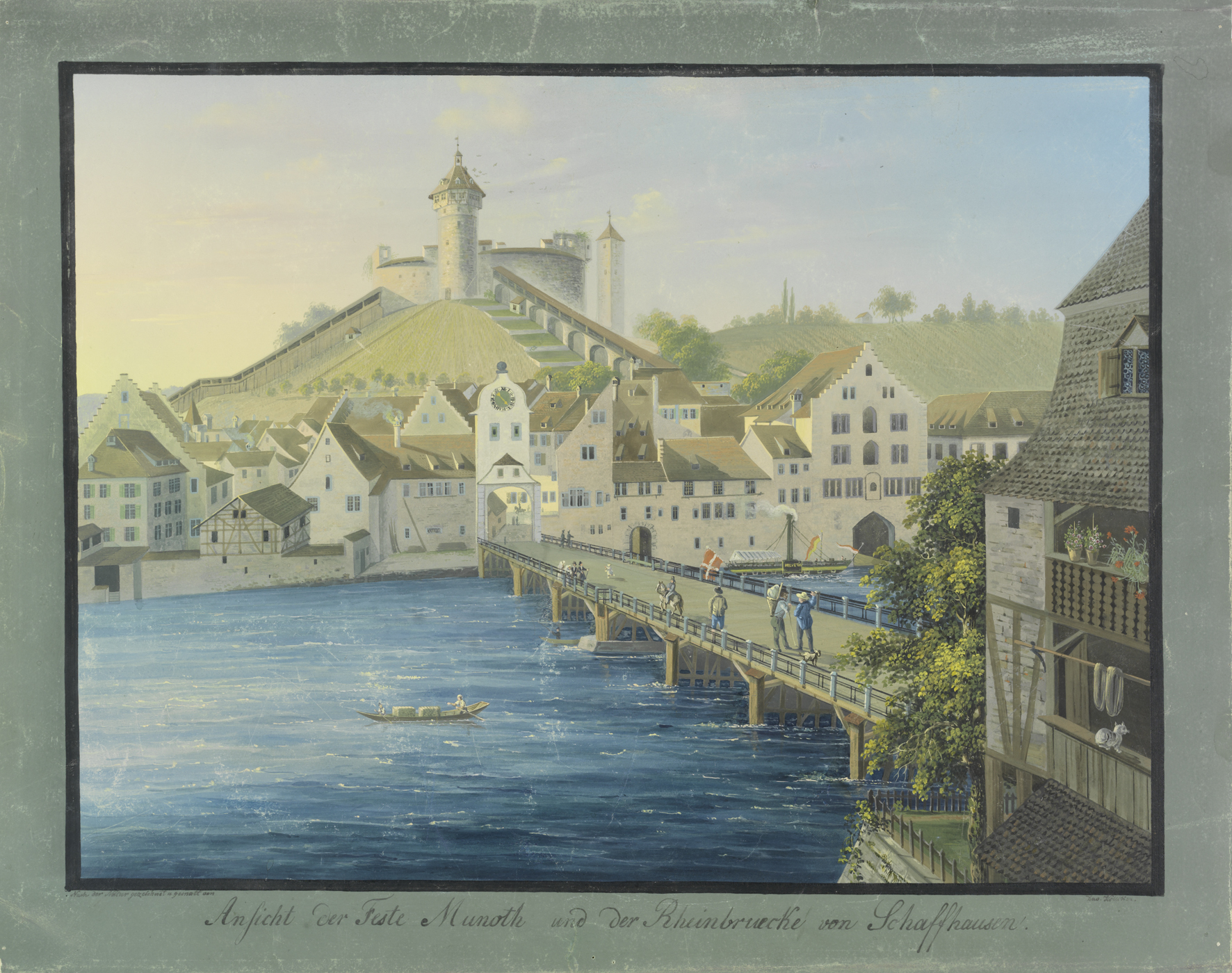
Offene Holzbrücke um 1835

Mit dem Bau der vierten und letzten hölzernen Rheinbrücke beauftragte Schaffhausen im Jahre 1804 den Werkmeister Andreas Widtmer. Die offene Holzbrücke war zwischen den Geländern 8 Meter breit und überspannte den Rhein mit sieben bogenförmig geschwungenen Öffnungen, die auf Pfahljochen ruhten. Alle 7 bis 20 Jahre mussten grössere Instandsetzungsmassnahmen durchgeführt werden, die bis 1850 durch einen Brückenzoll finanziert wurden.

## Neubau im 20. Jahrhundert

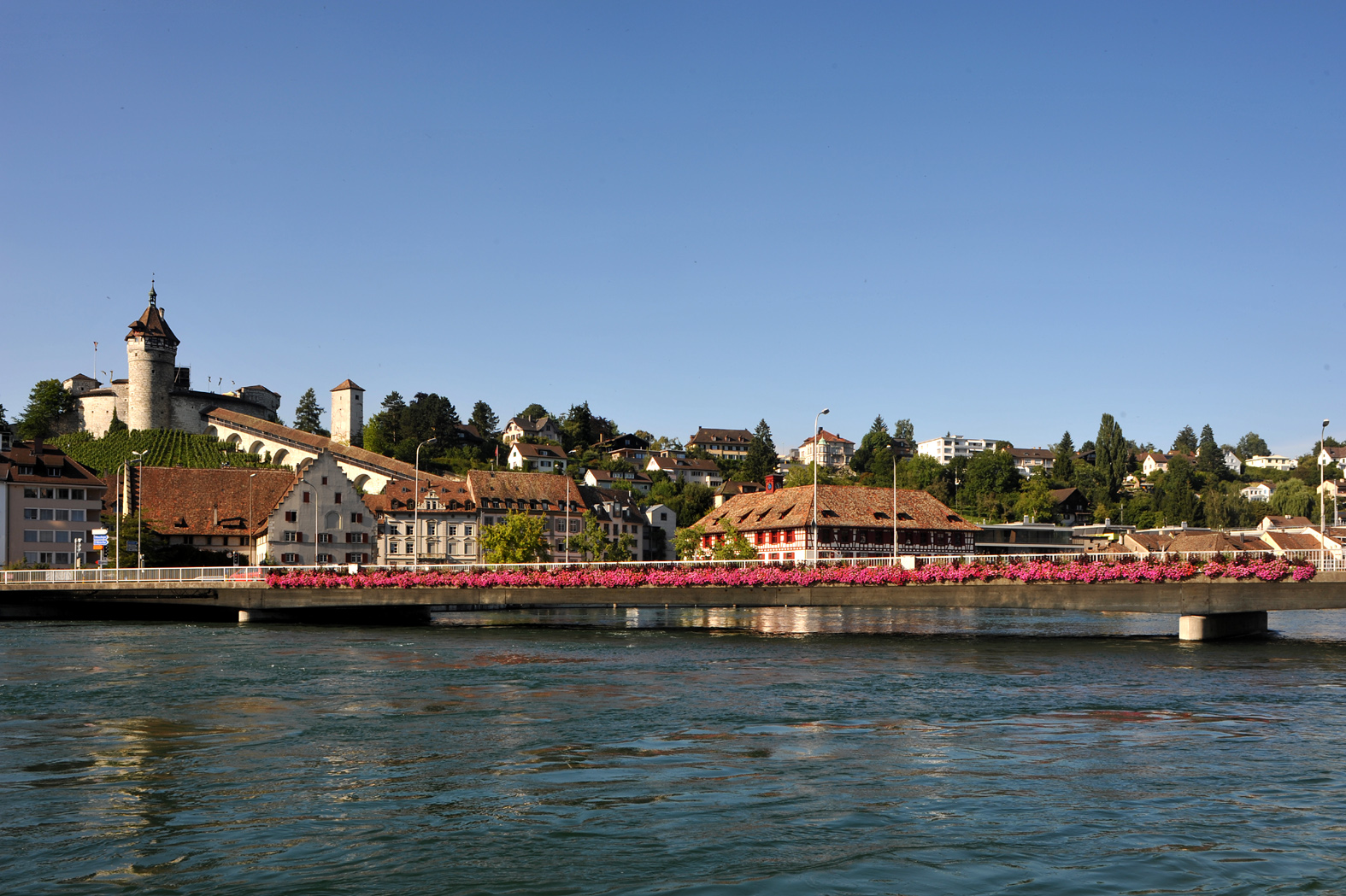
Spannbetonüberbau

Dem stetig steigenden Kraftfahrzeugverkehr in den 1950er Jahren war die alte Holzbrücke nicht mehr gewachsen. Deshalb wurde mit der Projektierung eines Neubaus begonnen. Zur selben Zeit wurde auch der Neubau des Kraftwerks Schaffhausen geplant, dies als Ersatz für den fast 100-jährigen Moserdamm. Die vorgesehene Aufstauung des Rheins machte eine Neugestaltung des ganzen Rheinufers bis Stemmer notwendig. Als Zubringer von Neuhausen am Rheinfall her wurde die Rheinuferstrasse im Süden der Altstadt erstellt. Dank der neuen Rheinregulierung durch das Kraftwerk hat der Rhein zu jeder Jahreszeit die gleiche Pegelhöhe. Dies ermöglichte eine Tieflegung der Brücke. Die Ingenieure mussten jedoch in der Konstruktion die Vorgabe berücksichtigen, dass die Brücke bei einer allfälligen Hochrheinschifffahrt angehoben werden kann. Kurz nach der Brückeneröffnung wurden die Pläne für die Schiffbarmachung des Hochrheins endgültig aufgegeben. Alle Vorgängerbrücken mündeten auf den Freien Platz. Der Neubau wurde für eine Änderung des Verkehrsflusses genutzt. Die Schiefwinkligkeit der Brücke zur Strömungsrichtung ergab sich somit aus der Verschiebung des Widerlagers am Schaffhauser Ufer um 50 Meter flussabwärts. Das Bauwerk wurde in den Jahren 1962 bis 1965 errichtet und kostete 7 Millionen Franken.
Bis zur Eröffnung der A4-Stadtdurchfahrt und der A4 Schrägseilbrücke im Jahre 1995 führte ein Grossteil des Strassenverkehrs zwischen Stuttgart und Zürich über die neue Brücke. Danach flaute der Verkehr spürbar ab. 2009 passierten durchschnittlich 19‘000 Fahrzeuge pro Tag die Brücke, Tendenz wieder steigend.
In den Jahren 1986/87 wurde die Rheinbrücke zum ersten Mal für 1,35 Millionen Franken saniert. In den Jahren 2011/12 wurde eine Totalsanierung einschliesslich der in der Brücke verlegten Werkleitungen durchgeführt. Der Kostenvoranschlag von 5,66 Millionen Franken wurde nicht überschritten. Nach der Sanierung gehen die Ingenieure von einer Restnutzungsdauer von 60 Jahren aus.
Die 102,5 Meter lange Brücke wurde als vorgespannte Stahlbetonbrücke erstellt. Sie weist drei Öffnungen auf und besitzt eine Mittelspannweite von 61 Metern. In Querrichtung ist ein dreizelliger Hohlkastenquerschnitt vorhanden, der in Brückenmitte 1,28 Meter und über den Flusspfeilern 1,83 Meter Bauhöhe besitzt. Der Überbau ruht auf zwei schmalen, scheibenförmigen Pfeilern. Die sind auf Betonpfählen bis zu 20 Meter tief im Flussbett gegründet. Die grossflächigen Widerlager besitzen eine Flachgründung. Die Fahrbahnplatte weist eine Breite von 19 Metern auf und teilt sich in drei Fahrstreifen mit insgesamt 13 Meter Breite und zwei Gehwege mit jeweils 3 Meter Breite.